# Звонко Живковић
Звонко Живковић (Београд, 31. октобар 1959) је бивши југословенски и српски фудбалер, а садашњи фудбалски тренер.

## Каријера

### Клупска
Звонко Живковић је са 12 година почео да тренира фудбал у ФК Галеника (данашњи ФК Земун). Током 1977. године је прешао у Партизан. Дебитовао је за први тим Партизана у сезони 1978/79. Наредних осам сезона је провео као првотимац црно-белих и учествовао је у освајању две титуле првака Југославије (1982/83 и 1985/86).
Напустио је Партизан 1986. када је потписао за португалску Бенфику из Лисабона (1986–1987). Након Бенфике, одлази у Немачку где потписује за Фортуну из Диселдорфа (1987–1988), са којом наступа у Другој Бундеслиги. Прелази затим у француског друголигаша Дижон (1988–1991), где и завршава своју играчку каријеру.

### Репрезентативна
За омладинску репрезентацију Југославије је играо 1979. године, на ФИФА Светском првенству за младе у Јапану. Југославија је играла у групи Б са Пољском, Аргентином и Индонезијом. Испала је одмах после прве рунде такмичења, остваривши само једну победу. Живковић је наступио на све три утакмице овог првенства.
За сениорску репрезентацију Југославије је дебитовао 17. новембра 1982. на утакмици са Бугарском у квалификацијама за Европско првенство. Први гол за репрезентацију је постигао на свом другом мечу, 15. децембра 1982, у квалификационој утакмици за Европско првенство против Велса, када је Југославија играла нерешено 4:4. Био је и учесник Светског првенства 1982. у Шпанији. Други гол за сениорску репрезентацију је постигао 29. јануара 1985, на пријатељској утакмици против Кине, када је Југославија играла нерешено 1:1. Укупно је одиграо пет утакмица за сениорску репрезентацију и постигао је два гола.

## Тренерска каријера
По завршетку играчке каријере, Живковић се вратио у ФК Земун, где је у наредних пет година радио као тренер омладинских секција. После тих пет година постаје асистент тренера првог тима Јована Коврлије у сезони 1997/98. Касније је радио у млађим категоријама Партизана. У пролеће 2003. године је постављен за шефа стручног штаба Рудара из Угљевика, који се тада такмичио Премијер лиги БиХ.
У периоду од 2004. до 2007. године је радио као селектор омладинске репрезентације, прво Србије и Црне Горе а затим и самосталне Србије. На Европском првенству за играче до 19 година, одржаном у Северној Ирској 2005, водио је репрезентацију Србије и Црне Горе до полуфинала где су поражени од репрезентације Енглеске са 3:1. Водио је и омладинску репрезентацију Србије на Европском првенству 2007. у Аустрији, где је национални тим елиминисан након групне фазе.
У јуну 2010. је постављен за тренера Металца из Горњег Милановца. Водио је клуб у првих 10 кола такмичарске 2010/11. у Суперлиги Србије након чега је добио отказ. У моменту отказа, Живковић се са Металцем налазио на последњем месту Суперлиге са само два освојена бода, од могућих 30, уз гол разлику 3:15. Током 2013. године је водио Телеоптик у Првој лиги Србије.
У априлу 2021. је постављен за селектора младе репрезентације Србије. Дебитовао је као селектор 6. јуна 2021. на пријатељској утакмици са Русијом (0:0) која је одиграна у спортском центру ФСС у Старој Пазови. Два дана касније је поражен на пријатељској утакмици са олимпијском репрезентацијом Бразила (0:3) која је одиграна на Стадиону Рајко Митић. Живковић је затим водио екипу у квалификацијама за Европско првенство 2023. године. На првом такмичарском мечу који је водио као селектор, Живковић је 3. септембра 2021. поражен од Украјине (0:1) у Старој Пазови у 1. колу квалификација. Четири дана касније, у 2. колу квалификација, Србија је играла нерешено 0:0 на гостовању Северној Македонији у Охриду. У наредној рунди квалификација, 7. октобра 2021, Живковићева селекција је славила на гостовању Јерменији (4:1) у Јеревану. Пет дана касније, у 4. колу квалификација, Србија је на Стадиону Партизана поражена од Француске (0:3). Након овог меча, Фудбалски савез Србије и Звонко Живковић су споразумно раскинули сарадњу. У моменту Живковићевог одласка, Србија се налазила на петом, претпоследњем месту, у својој квалификационој групи са бодом више од Јерменије, а испред Србије су, осим Француске и Украјине били и Фарска острва и Северна Македонија.

## Успеси
Партизан
- Првенство Југославије (2) : 1982/83, 1985/86.

Бенфика
- Првенство Португалије (1) : 1986/87.
- Куп Португалије (1) : 1986/87.